# Aldeni
Aldeni – wieś w Rumunii, w okręgu Buzău, w gminie Cernătești. W 2011 roku liczyła 552 mieszkańców.